# Igor González de Galdeano
Igor González de Galdeano Aranzabal (Vitoria-Gasteiz, 1 november 1973) is een voormalig Spaans wielrenner. Zijn oudere broer Alvaro was ook prof en reed tien seizoenen bij hem in hetzelfde team.

## Biografie
González de Galdeano – hij heeft een dubbele eerste achternaam, hem González noemen is dus fout – werd prof in 1995 bij Euskadi, het latere Euskaltel. Hij won gedurende zijn eerste jaren als prof enkele kleinere Spaanse wedstrijden, maar viel pas echt op nadat hij in 1999 bij Vitalicio Seguros was gaan rijden. Igor, zoals hij vanwege zijn lange achternaam meestal genoemd wordt, won een rit in de Tirreno-Adriatico waarin hij vijfde werd, werd zesde in de Ronde van Burgos, twaalfde in de Ronde van het Baskenland en vooral verrassend tweede in de Ronde van Spanje, waarin hij ook de proloog en de koninginne-etappe naar Andorra won.
Igor bewees een zeer goed tijdrijder te zijn, die ook nog eens in de bergen meer dan behoorlijk mee kon komen. Toen de nummer één van een jaar eerder, Jan Ullrich zijn kruit in 2000 al in de Tour leek te hebben verschoten, was Igor de grote favoriet voor de Vuelta-eindzege. Igor kreeg echter tijdens de zestiende etappe, toen hij derde in het klassement stond, een zware inzinking en moest opgeven. Dat hij toch zeker een goede ronderenner was bewees hij in 2001, inmiddels rijdend voor ONCE, toen hij vijfde in de Ronde van Frankrijk werd. Ook won hij dat jaar weer een Vuelta-etappe, al moest hij die ronde opnieuw voortijdig verlaten.
In 2002 werd Igor Spaans kampioen tijdrijden, won de Ronde van Duitsland en een etappe in de Midi Libre, waarin hij tweede werd, en werd wederom vijfde in de Tour. Tijdens diezelfde Tour werd echter een te hoog gehalte salbutamol in zijn bloed vastgesteld. Dat zou kunnen duiden op dopinggebruik, maar de UCI accepteerde zijn uitleg dat het kwam door een medicijn tegen astma. De Franse bond deed dat echter niet en Igor werd voor een half jaar uitgesloten van deelname aan Franse wedstrijden. Het kostte hem de Tour van 2003 en een vierde plaats in de Vuelta en een tweede plaats in de Ronde van Duitsland waren zijn beste uitslagen dat jaar. Door blessures kwam hij een jaar later weinig aan wedstrijden toe en zijn erelijst sinds 2002 is nog steeds leeg. Ook in de Ronde van Frankrijk van 2005 moest Igor na een val opgeven.
Na zijn wielercarrière startte Igor González de Galdeano een loopbaan als technisch directeur bij zijn oude liefde: de Baskische wielerploeg Euskaltel-Euskadi.

## Belangrijkste overwinningen
1999
5e etappe Tirreno-Adriatico
2001
Eindklassement GP Mosqueteiros-Rota do Marqués
3e etappe Ronde van Asturië
2002
3e etappe Midi-Libre
Eindklassement Ronde van Duitsland
Nationaal kampioen wegtijdrijden

## Resultaten in voornaamste wedstrijden
| \| Jaar \| Ronde van Italië \| Ronde van Frankrijk \| Ronde van Spanje \| \| ---- \| ---------------- \| ------------------- \| ---------------- \| \| 1996 \| \| \| 106e \| \| 1997 \| \| \| 42e \| \| 1998 \| \| \| opgave \| \| 1999 \| \| \| ↑ (2) \| \| 2000 \| \| \| opgave \| \| 2001 \| \| 5e \| opgave (1) \| \| 2002 \| \| 5e \| opgave \| \| 2003 \| \| \| 4e \| \| 2004 \| \| 44e \| 96e \| \| 2005 \| \| opgave \| 90e \|(*) tussen haakjes aantal individuele etappe-overwinningen - 1995 - Euskaltel-Euskadi - 1996 - Euskaltel-Euskadi - 1997 - Euskaltel-Euskadi - 1998 - Euskaltel-Euskadi - 1999 - Vitalicio Seguros-Grupo Generali - 2000 - Vitalicio Seguros-Grupo Generali - 2001 - ONCE-Eroski - 2002 - ONCE Eroski - 2003 - ONCE-Eroski - 2004 - Liberty Seguros - 2005 - Liberty Seguros-Würth - (en) Profiel van Igor González de Galdeano op ProCyclingStats - Profiel van Igor González de Galdeano op Cyclebase.nl - (en) Profiel van Igor González de Galdeano op Firstcycling.com - (en) Profiel van Igor González de Galdeano op de website van de UCI - (en) Profiel van Igor González de Galdeano op olympics.com - (en) Profiel van Igor González de Galdeano op olympedia.org - Profiel van Igor González de Galdeano op De wielersite |                  |                     |                  |
| Jaar | Ronde van Italië | Ronde van Frankrijk | Ronde van Spanje |
| 1996 |                  |                     | 106e             |
| 1997 |                  |                     | 42e              |
| 1998 |                  |                     | opgave           |
| 1999 |                  |                     | ↑ (2)            |
| 2000 |                  |                     | opgave           |
| 2001 |                  | 5e                  | opgave (1)       |
| 2002 |                  | 5e                  | opgave           |
| 2003 |                  |                     | 4e               |
| 2004 |                  | 44e                 | 96e              |
| 2005 |                  | opgave              | 90e              |